# John Berry (Sänger)

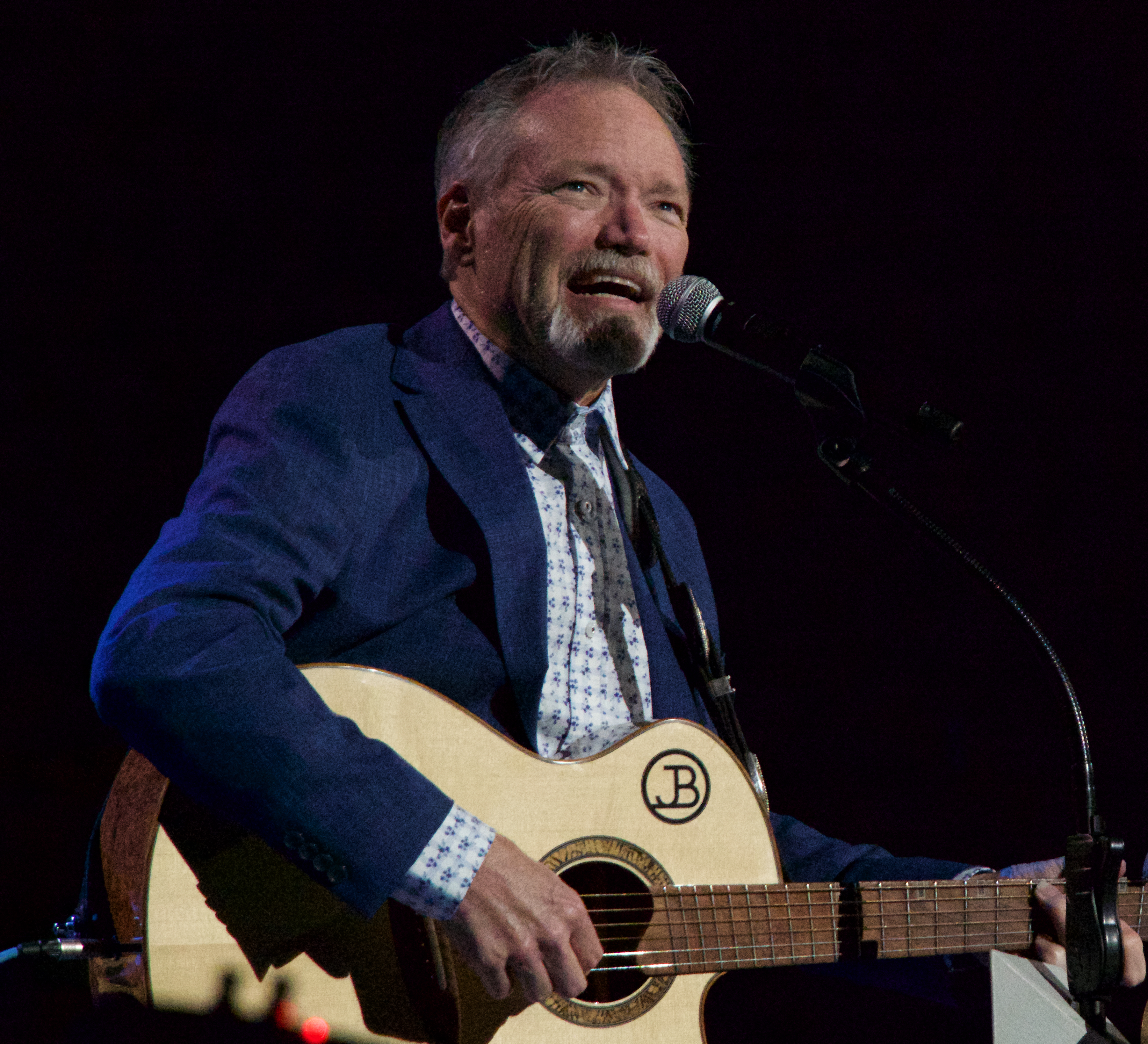
John Berry

John Berry (* 14. September  1959 in Aiken, South Carolina) ist ein US-amerikanischer Country-Sänger.

## Leben

### Anfänge
John Berry wuchs in Atlanta auf. Mit zwölf Jahren begann er, Gitarre zu spielen. Seine bevorzugten Musikrichtungen waren Soul und Country. Nach ersten Auftritten in der Country-Szene von Georgia produzierte er ab 1979 sechs selbstfinanzierte Alben, die sich zum Teil mehrere tausend Mal verkauften.

### Karriere
1992 zog er nach Nashville, wo er noch im gleichen Jahr einen Schallplattenvertrag bei Capitol Nashville erhielt. Ein Jahr später erschien sein erstes Album: John Berry. Die Verkaufszahlen waren zunächst nicht überragend, zogen dann aber nach einigen erfolgreichen Singleauskopplungen kräftig an. Am Ende wurde es mit Platin ausgezeichnet. Die Single Your Love Amazes Me erreichte Platz eins der Country-Charts. Berry war damit in der Szene etabliert. Allerdings musste er sich auf dem ersten Höhepunkt seiner Karriere einer Gehirnoperation unterziehen, die er aber problemlos überstand.
1995 erschien das Album Standing On The Edge, das vergoldet wurde. Zwei ausgekoppelte Singles schafften es in die Top Ten. Im gleichen Jahr wurde Berry für verschiedene Grammy und CMA Awards nominiert. Auch das Album Faces erreichte Gold. Die Verkaufszahlen ließen im Folgenden langsam nach. Es wurden zwar noch einige Top-10-Platzierungen erreicht, aber seine Alben konnten nicht mehr an die früheren Erfolge anknüpfen. 1999 wechselte der Sänger mit der prägnanten, an Vince Gill erinnernden Tenor-Stimme zum Lyric Street Label. Aber auch hier blieben die Erfolge aus, und er wechselte nach nur einem Album erneut die Plattenfirma. Schließlich landete er bei dem kleinen, unabhängigen Label Clear Sky Records.

## Diskografie

### Alben
| Jahr | Titel                 | Höchstplatzierung, Gesamtwochen, AuszeichnungChartplatzierungen (Jahr, Titel, Platzierungen, Wochen, Auszeichnungen, Anmerkungen) | Höchstplatzierung, Gesamtwochen, AuszeichnungChartplatzierungen (Jahr, Titel, Platzierungen, Wochen, Auszeichnungen, Anmerkungen) | Anmerkungen     |
| Jahr | Titel                 | US | Country | Anmerkungen     |
| ---- | --------------------- | --- | --- | --------------- |
| 1993 | John Berry            | US85 Platin · (43 Wo.)US | Country13 (43 Wo.)Country |                 |
| 1995 | Standing on the Edge  | US69 Gold · (39 Wo.)US | Country12 (60 Wo.)Country |                 |
| 1995 | O Holy Night          | US110 (6 Wo.)US | Country21 (8 Wo.)Country | Weihnachtsalbum |
| 1996 | Faces                 | US83 Gold · (13 Wo.)US | Country9 (54 Wo.)Country |                 |
| 1999 | Wildest Dreams        | — | Country43 (6 Wo.)Country |                 |
| 2000 | My Heart Is Bethlehem | — | Country62 (3 Wo.)Country | Weihnachtsalbum |
| 2001 | All the Way to There  | — | Country65 (1 Wo.)Country |                 |
| 2004 | I Give My Heart       | — | Country70 (1 Wo.)Country |                 |

Weitere Alben
- 1986: Things Are Not the Same
- 1994: Saddle the Wind (Re-Release, ursprünglich Independent-Release)
- 1994: Things Are the Not the Same (Re-Release, ursprünglich Independent-Release)
- 2002: Christmas Live
- 2003: O Holy Night Live
- 2008: Those Were the Days
- 2012: Real Man. Real Life. Real God.
- 2016: What I Love the Most
- 2016: John Berry Christmas

### Kompilationen
| Jahr | Titel         | Höchstplatzierung, Gesamtwochen, AuszeichnungChartplatzierungen (Jahr, Titel, Platzierungen, Wochen, Auszeichnungen, Anmerkungen) | Höchstplatzierung, Gesamtwochen, AuszeichnungChartplatzierungen (Jahr, Titel, Platzierungen, Wochen, Auszeichnungen, Anmerkungen) | Anmerkungen |
| Jahr | Titel         | US | Country | Anmerkungen |
| ---- | ------------- | --- | --- | ----------- |
| 2000 | Greatest Hits | — | Country43 (6 Wo.)Country |             |

Weitere Kompilationen
- 2002: Certified Hits

### Singles
| Jahr | Titel Album                                              | Höchstplatzierung, Gesamtwochen, AuszeichnungChartsChartplatzierungen (Jahr, Titel, Album, Platzierungen, Wochen, Auszeichnungen, Anmerkungen) | Anmerkungen |
| Jahr | Titel Album                                              | Country | Anmerkungen |
| ---- | -------------------------------------------------------- | --- | ----------- |
| 1993 | A Mind of Her Own John Berry                             | Country51 (11 Wo.)Country |             |
| 1993 | Kiss Me in the Car John Berry                            | Country22 (20 Wo.)Country |             |
| 1994 | Your Love Amazes Me John Berry                           | Country1 (20 Wo.)Country |             |
| 1994 | What’s in It for Me John Berry                           | Country5 (20 Wo.)Country |             |
| 1994 | You and Only You John Berry                              | Country4 (20 Wo.)Country |             |
| 1995 | Standing on the Edge of Goodbye Standing on the Edge     | Country2 (20 Wo.)Country |             |
| 1995 | I Think About It All the Time Standing on the Edge       | Country4 (20 Wo.)Country |             |
| 1995 | If I Had Any Pride Left at All Standing on the Edge      | Country25 (20 Wo.)Country |             |
| 1995 | O Holy Night                                             | Country55 (3 Wo.)Country |             |
| 1996 | Every Time My Heart Calls Your Name Standing on the Edge | Country34 (11 Wo.)Country |             |
| 1996 | Change My Mind Faces                                     | Country10 (20 Wo.)Country |             |
| 1996 | She’s Taken a Shine Faces                                | Country2 (20 Wo.)Country |             |
| 1997 | I Will, If You Will Faces                                | Country19 (20 Wo.)Country |             |
| 1997 | The Stone                                                | Country59 (6 Wo.)Country |             |
| 1998 | Over My Shoulder                                         | Country62 (7 Wo.)Country |             |
| 1998 | Better Than a Biscuit                                    | Country75 (1 Wo.)Country |             |
| 1999 | Love Is Forever Wildest Dreams                           | Country53 (10 Wo.)Country |             |
| 1999 | Power Windows Wildest Dreams                             | Country43 (17 Wo.)Country |             |

Weitere Singles
- 2001: How Much Do You Love Me
- 2002: Settle for Everything
- 2004: Will You Marry Me
- 2007: A Woman Like You
- 2008: The Balloon Song
- 2012: Give Me Back My America

### Gastbeiträge
| Jahr | Titel Album                  | Höchstplatzierung, Gesamtwochen, AuszeichnungChartplatzierungen (Jahr, Titel, Album, Platzierungen, Wochen, Auszeichnungen, Anmerkungen) | Höchstplatzierung, Gesamtwochen, AuszeichnungChartplatzierungen (Jahr, Titel, Album, Platzierungen, Wochen, Auszeichnungen, Anmerkungen) | Anmerkungen         |
| Jahr | Titel Album                  | US | Country | Anmerkungen         |
| ---- | ---------------------------- | --- | --- | ------------------- |
| 1996 | Hope                         | — | Country57 (4 Wo.)Country | mit Various Artists |
| 1999 | There He Goes Duets Volume 1 | — | Country70 (1 Wo.)Country | mit Patsy Cline     |